# José Cobo Cano
José Cobo Cano (né à Sabiote, en Espagne, le 20 septembre 1965) est un juriste et un ecclésiastique catholique espagnol. En juin 2023, il est nommé par le pape François archevêque de Madrid. Il est évêque auxiliaire du même archidiocèse entre 2017 et 2023. Il est créé cardinal lors du consistoire du 30 septembre 2023.

## Biographie
José Cobo Cano est né le 20 septembre 1965 dans la municipalité espagnole de Sabiote, Jaén, où il est baptisé dans l'église paroissiale de San Pedro. 
Il étudie le droit à l'Université complutense de Madrid où il obtient sa licence en droit civil en 1988. Il entre au séminaire conciliaire de Madrid la même année, où il termine ses études ecclésiastiques. En 1992, il décroche son baccalauréat en théologie de l'université ecclésiastique de San Damaso. Il étudie les sciences morales, de 1994 à 1996, à l'"Instituto Redentorista de Ciencias Morales" de l'Université pontificale de Comillas. Ensuite, il est professeur à l'"Escuela de Agentes de Pastoral de Madrid" (1996-2000) et au "Centro de Estudios Sociales de Caritas Ciocesana" de Madrid (2000-2012).
Son ordination sacerdotale est célébrée, le 23 avril 1994, par le cardinal Ángel Suquía Goicoechea au sein de l'archidiocèse de Madrid.
Il commence son ministère comme vice-conseiller aux "Hermandades del Trabajo de Madrid". De 1995 à 2000, il est vicaire au sein de la Paroisse de San Leopold . Après cela, il est nommé curé de Saint Alfonso María de Ligorio et membre du conseil presbytéral. En 2001, il devient archiprêtre de la paroisse Nuestra Señora del Pilar de Campamento et a participé au deuxième synode diocésain en tant que membre permanent de la commission. En 2015, il est nommé vicaire épiscopal du Nordeste. En 2019, il est devient membre du Service des migrations, et en 2020, de la Commission épiscopale de la pastorale sociale et de la promotion humaine.
Le 29 décembre 2017, il est nommé évêque auxiliaire de l'archidiocèse de Madrid dirigé par Carlos Osoro Sierra. Le 12 juin 2023, il est désigné, par le pape François archevêque de Madrid, en remplacement de Carlos Osoro Sierra. Sa promotion n'a pas été bien reçue dans le clergé de Madrid en raison de son manque d'expérience, puisqu'il a cassé la tradition des cinq derniers archevêques devant passer par d'autres archevêchés avant d'atteindre celui de la capitale. Il est installé à son nouveau siège épiscopal le 8 juillet 2023.
Le 9 juillet 2023, le pape François annonce son intention de le créer cardinal lors d'un consistoire prévu le 30 septembre. Il le devient lors du consistoire extraordinaire du 30 septembre 2023 et reçoit à cette occasion le titre de cardinal-prêtre de Santa Maria in Monserrato degli Spagnoli.
Le 1er mars 2024, le pape François le nomme ordinaire des Orientaux d'Espagne, en remplacement du cardinal Carlos Osoro Sierra.